# Words Bubble Up Like Soda Pop
Words Bubble Up Like Soda Pop (サイダーのように言葉が湧き上がる?, Cider no yo ni kotoba ga wakiagaru) è un film d'animazione del 2020 diretto da Kyohei Ishiguro.
La pellicola narra la nascita di una storia d'amore tra due giovani giapponesi alle prese con i problemi tipici della loro età ma con un'attenzione particolare anche al mondo degli anziani.

## Trama
Il giovane Yui Sakura, detto Cherry, in procinto di trasferirsi con la famiglia dalla città di Oda City, per uno strano caso incontra in un centro commerciale Yuki, influencer di successo nota come Smile. 
Lui è uno scrittore di haiku molto introverso al punto da fare fatica a parlare in pubblico, lei è molto estroversa ma è complessata dal fatto di avere degli incisivi sporgenti e, ora che ha messo un apparecchio, gira solamente con una mascherina sul volto.
I rispettivi problemi, solo accennati tra loro, ma noti ad entrambi, in qualche maniera li avvicinano facendoli innamorare gradualmente. Cherry, durante queste vacanze estive, sta sostituendo la mamma, momentaneamente ferma per un mal di schiena, al centro diurno posto proprio all'interno del centro commerciale. Qui c'è l'anziano sig. Fujiyama che gira con la custodia di un vecchio LP cercandone inutilmente il disco un tempo lì contenuto.
Nel momento in cui viene richiesto un aiuto nel centro diurno, Smile si fa avanti e così comincia a lavorare a fianco di Cherry. Un giorno, per riaccompagnare a casa il Sig. Fujiyama, i due apprendono la vera storia che c'è dietro a quest'uomo e alla sua ricerca. La famiglia infatti ha ancora un negozio di dischi in vinile, che sta per chiudere e la figlia racconta di come la madre fosse una cantante e quel disco, un picture disc, era stato registrato da sua madre, cantante, morta quando lei era appena nata. 
Con gli amici Beaver e Japan, Cherry e Smile si danno allora da fare per aiutare a sgomberare il negozio, sicuri che da qualche parte ci sarà il disco smarrito. Quando le speranze sembrano quasi perse il disco spunta fuori. Ma prima di poterlo ascoltare Smile chiede a Cherry se l'accompagnerà a vedere i fuochi di artificio nell'imminente festa cittadina. Lui, pur sapendo che è già prevista la partenza della sua famiglia e la cosa gli sarà impossibile, risponde di sì, e lei per un eccesso di entusiasmo finisce per rompere il prezioso disco.
Il giorno seguente, al lavoro si ripresenta la mamma di Cherry e Smile scopre la verità sulla sua partenza. Smile è mortificata per quanto avvenuto con il disco e sconfortata per la partenza del suo ragazzo.
Ma il giorno della festa, mentre Cherry è in partenza, nel centro diurno si scopre che l'orologio che da sempre è appeso nella grande sala, è il riadattamento di un disco, altra copia di quello cercato da sempre dal sig. Fujiyama.
Così alla grande festa, anziché una musica tradizionale come previsto, l'esibizione degli anziani del centro diurno si tiene sulle note di questo vecchio vinile, mentre Smile è in diretta sui social, sicura di essere vista da Cherry. Che in effetti, appena partito in auto, osservando la live, fa fermare l'auto per accorrere alla festa dove, con coraggio inimmaginabile, dal palco enuncia uno dei suoi haiku in cui svela il suo amore per Smile, di cui esalta la bellezza, anche dei denti.

## Produzione
Il film è stato annunciato a febbraio 2019 al concerto per il decimo anniversario di Flying Dog, dove è stato mostrato il teaser trailer.
Il film è diretto da Kyohei Ishiguro e scritto da Dai Satō. Yukiko Aikei si occupa del character design e Kensuke Ushio delle musiche.

## Distribuzione
L'uscita del film era prevista per il 2020 e venne proiettato in anteprima allo Shanghai International Film Festival il 25 luglio 2020.
La pellicola ha poi debuttato nelle sale giapponesi il 22 luglio 2021 e lo stesso giorno su Netflix a livello internazionale.